# 懐月堂度秀
懐月堂 度秀（かいげつどう どしゅう、生没年不詳）とは、江戸時代の浮世絵師。

## 来歴
懐月堂安度の門人。経歴は不明、「度秀」の本来の読み方も明らかではなく「のりひで」とも読める。作画期は宝永から正徳の頃にかけてで、肉筆画の作が5点ほど知られるが版画の作はない。画風は長陽堂安知や度辰をそのまま写したようなものと評されている。なお度秀の作には「懐月末葉度秀」とあるのみで、度秀が自ら「懐月堂」の号を称したかどうかは定かではないが、従来より「懐月堂度秀」の名で呼ばれている。

## 作品
- 「遊女立姿図」（簪をさす美人）　紙本着色　東京国立博物館所蔵　※「日本戯畫懐月末葉度秀圖之」の落款、「安度」の白文方郭円印あり
- 「風前美人図」　紙本着色　出光美術館所蔵　※「日本戯畫懐月末葉度秀圖之」の落款、「安度」の白文方郭円印あり
- 「太夫立姿図」　紙本着色　※「日本戯畫懐月末葉度秀圖之」の落款、「安度」の白文方郭内円印あり。萬野美術館旧蔵
- 「葵模様衣裳の立美人」　紙本着色　酒井コレクション
- 「立姿遊女図」　紙本着色　ボストン美術館所蔵　※「日本戯畫懐月末葉度秀圖之」の落款と「安度」の白文方郭円印、「七十翁大店」の画賛あり